# Ẩm thực Séc

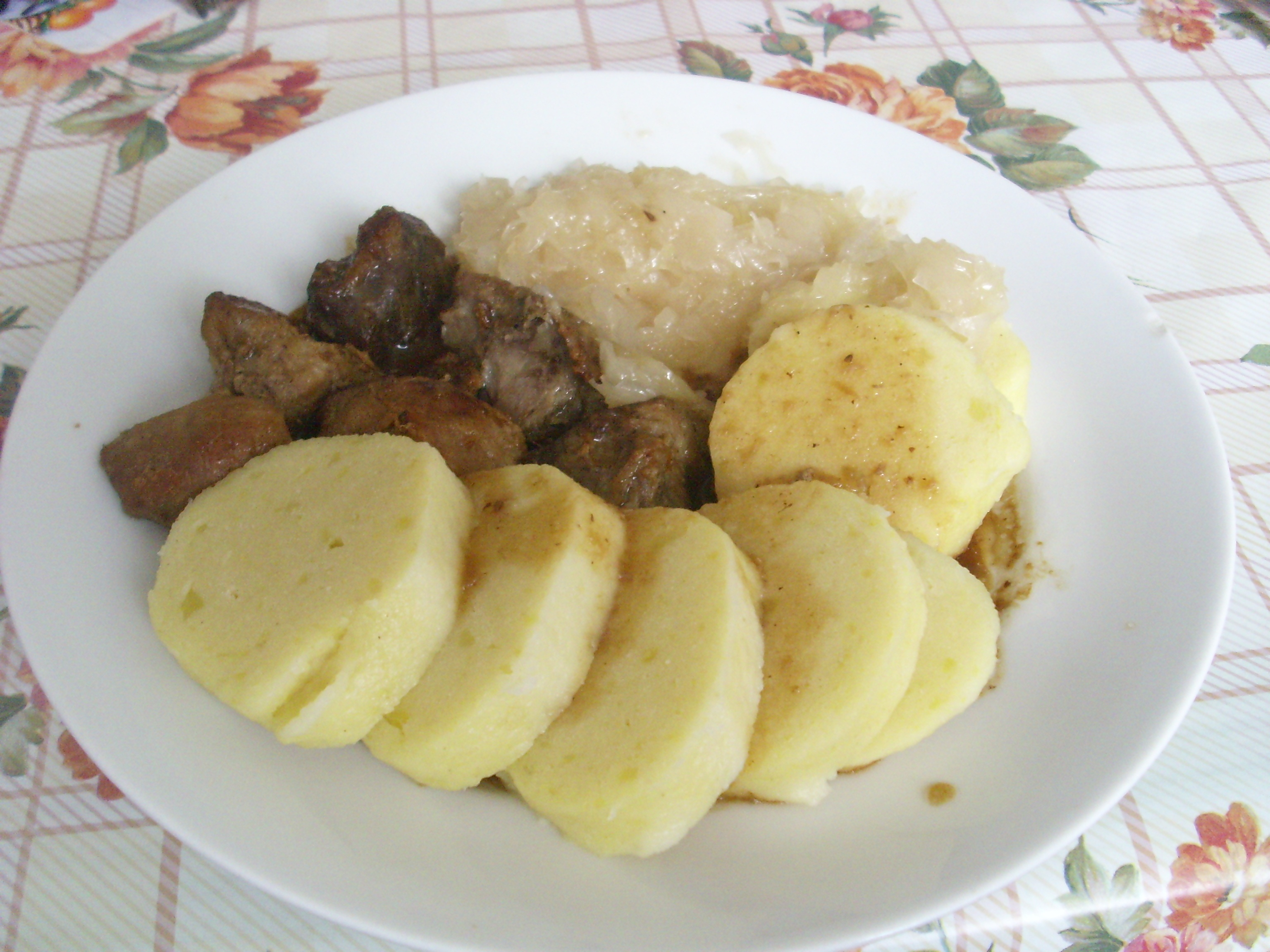
Món ăn truyền thống: Thịt heo hầm với bánh mỳ hấp và dưa cải muối (vepřo-knedlo-zelo)

Ẩm thực Cộng hòa Séc có ảnh hưởng lớn đến các nền ẩm thực tại khu vực Trung Âu và bản thân nó cũng chịu ảnh hưởng của các nền ẩm thực khác. Nhiều món ăn phổ biến trong khu vực có nguồn gốc và xuất xứ từ đất nước này. Đa phần các món ăn chính của Cộng hòa Séc đều có thịt, gồm thịt lợn, thịt bò và thịt gà. Do không phải một quốc gia giáp biển nên cá là một món ăn hiếm gặp tại nước này, chủ yếu là cá chép được dùng nhiều vào dịp Giáng sinh. Thịt heo hầm với bánh mỳ hấp và dưa cải muối (tiếng Séc: vepřo-knedlo-zelo) được coi là một trong những món ăn phổ biến nhất của Cộng hòa Séc.
Dưa cải muối trong món ăn này có hai cách chế biến khác nhau. Nó được chế biến chua hơn tại Bohemia và ngọt hơn tại Moravia. Thịt bò hầm nấu với sữa (svíčková na smetaně) cũng là một món ăn thịt khá phổ biến. Món ăn này gồm những miếng thịt bò hầm chấm với nước sốt đặc từ sữa, được kèm theo bởi bánh mỳ hấp, một thìa mứt quả và một lát chanh. Một số món ăn nhẹ tiêu biểu cho ẩm thực Séc là món bánh kếp rán (bramboráky) được làm từ hỗn hợp khoai tây, bột mì, sữa kèm theo một số gia vị rồi đem rán. Bên cạnh đó, pho mát cũng là một món ăn được ưa chuộng với nhiều chủng loại đa dạng.
Món bánh mỳ hấp có nhân mứt hoa quả xay nghiền (ovocné knedlíky) được làm từ bột khoai tây nhào trộn và bộc mứt nghiền trái cây, sau đó đem luộc và được dùng với bơ, đường và pho mát. Có rất nhiều loại bánh bao hoa quả khác nhau được chế biến cùng nhiều loại trái cây đa dạng như dâu tây, đào, anh đào, mơ, mận... Những món ăn này không chỉ đơn thuần được coi như món tráng miệng mà đôi khi được xem là một món ăn chính trong bữa ăn. Trong dịp lễ Giáng sinh, món bánh vánočka sẽ được làm cùng với rất nhiều bánh quy và kẹo ngọt (vánoční cukroví).

## Súp/canh
Súp (polévka, haypolívka) có một vai trò quan trọng trong ẩm thực Séc. Súp phổ biến có thể thấy ở các nhà hàng Séc là súp nước dùng thịt bò, gà hoặc rau với mì —đôi khi được dùng với bánh hấp gan hoặc nhục đậu khấu; súp tỏi (česnečka) với bánh mì nướng—đôi khi được dùng với xúc xích thịt băm, trứng sống hoặc pho mát; và súp bắp cải (zelňačka) làm từ dưa cải Đức—đôi khi được phục vụ với xúc xích thịt băm. Kyselica là một loại Wallachian có kem chua, thịt muối, khoai tây, trứng và xúc xích.
Súp đậu Hà Lan(hrachovka), đậu (fazolová) và đậu lăng (čočková polévka) thường được nấu tại nhà. Súp goulash (gulášovka) và dršťková được làm từ lòng bò hoặc lợn (dršťky) cắt thành miếng nhỏ nấu với các nguyên liệu; thịt có thể được thay thế bằng nấm hàu. Súp khoai tây (bramboračka) được làm từ khoai tây, hành tây, cà rốt, rễ mùi tây và cần tây, nêm với hạt cây carum, tỏi và origanum majorana. Súp cá (rybí polévka) được làm từ cá chép là một món ăn Giáng Sinh truyền thống.
Các loại súp của Séc phổ biến khác là champignon hoặc các loại súp nấm (houbová polévka), súp cà chua (rajská polévka), súp rau (zeleninová polévka), súp hành tây (cibulačka) và súp bánh mì (chlebová polévka). Kulajda là một món súp của Nam Bohemia bao gồm nước, kem, gia vị, nấm, trứng (thường là một quả trứng cút), thì là và khoai tây. Nó điển hình bởi độ dày, màu trắng và hương vị đặc trưng. Nguyên liệu chính là nấm, cái mà tạo ra mùi cho món này. Kyselo là một món súp đặc sản vùng miền là từ bột nhào lúa mạch đen chua, nấm, carum và hành tây chiên.

## Các món thịt

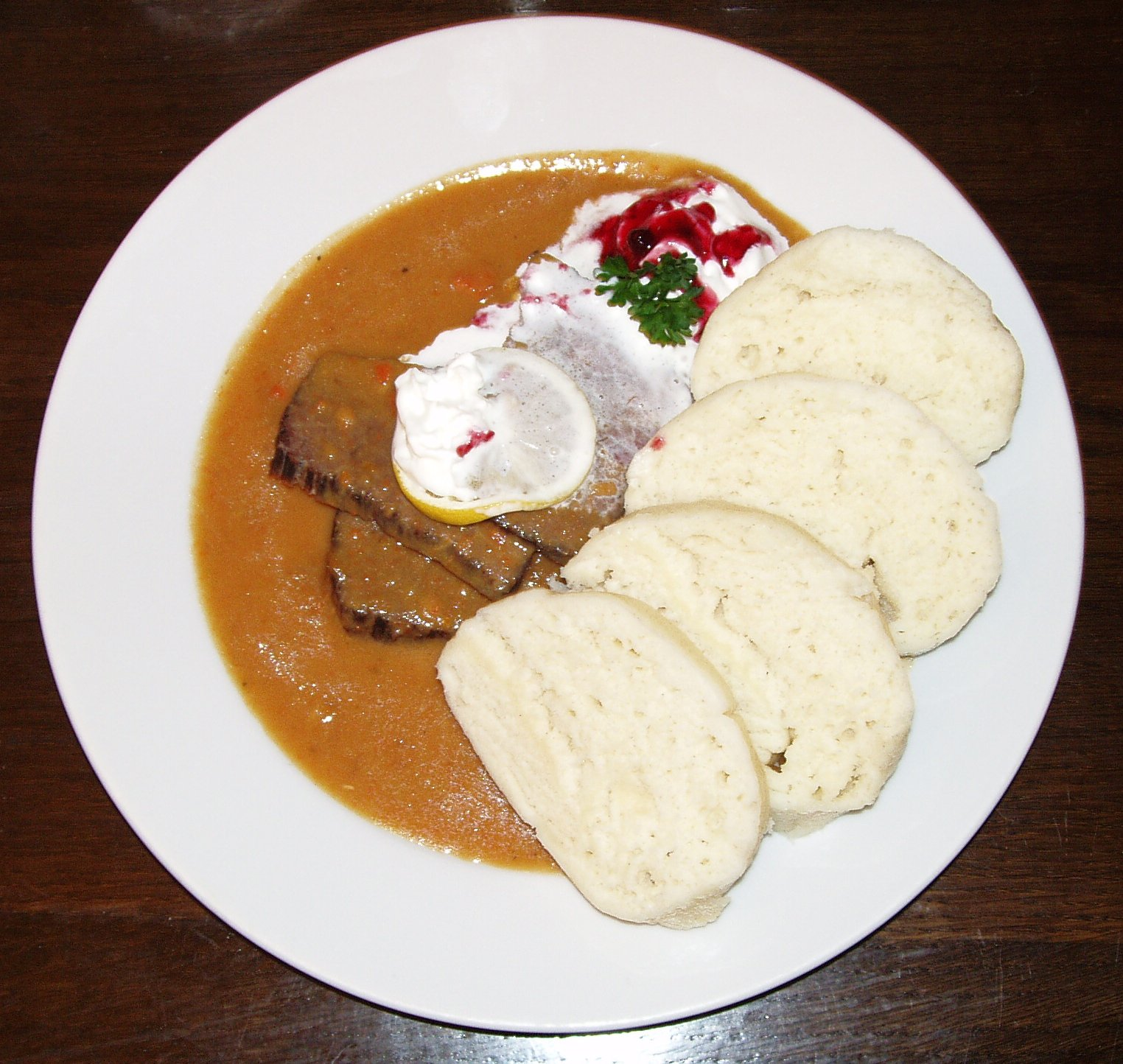
Svíčková na smetaně (thịt thăn bò ướp), được phục vụ với bánh hấp và kem trong ảnh này

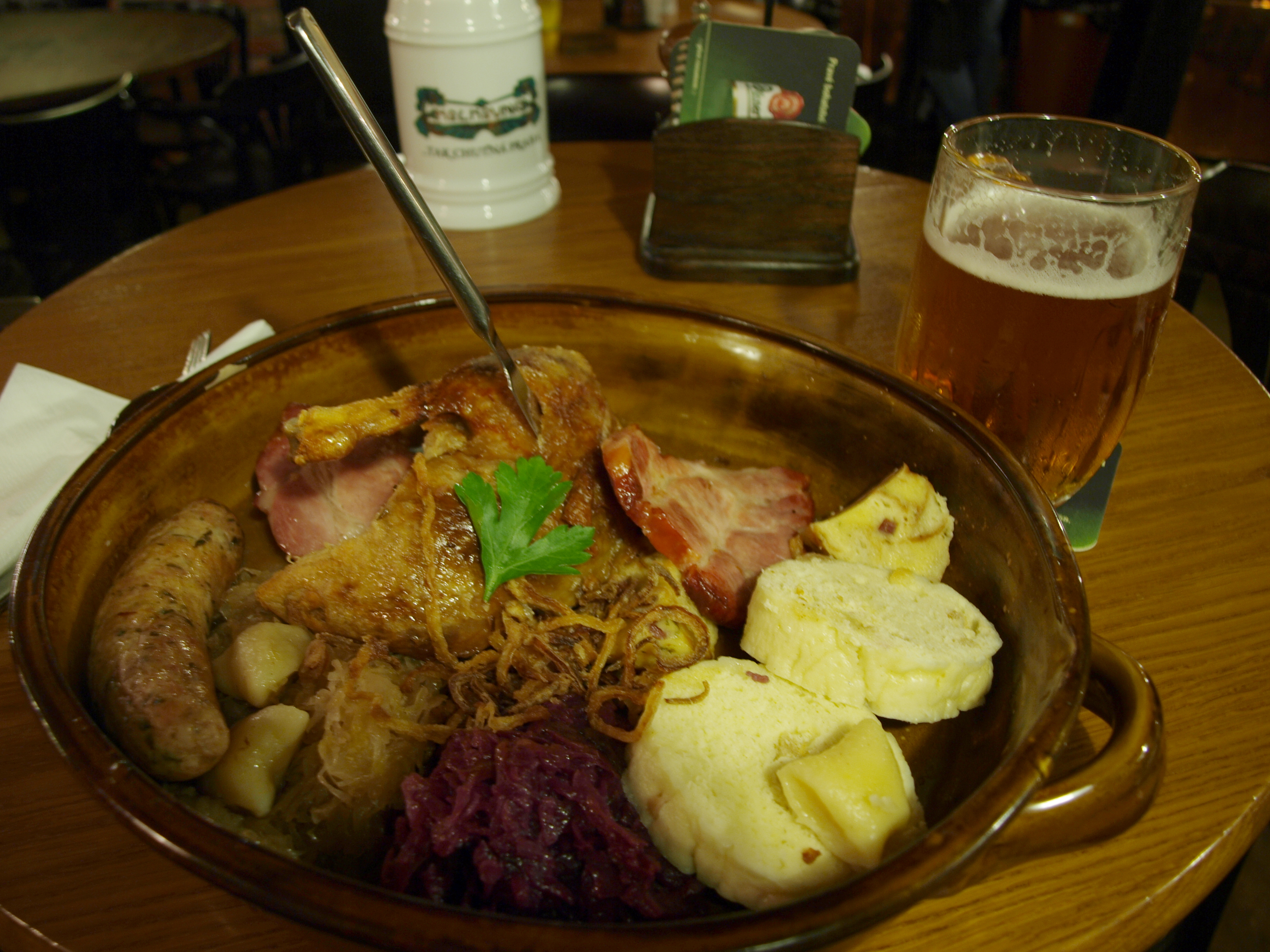
Một đĩa đồ ăn truyền thống tại nhà hàng Kolkovna ở trung tâm Prague, gồm vịt quay, lợn quay, xúc xích bia, thịt hun khói, bắp cải tím và trắng, bánh mì, thịt muối và bánh khoai hấp

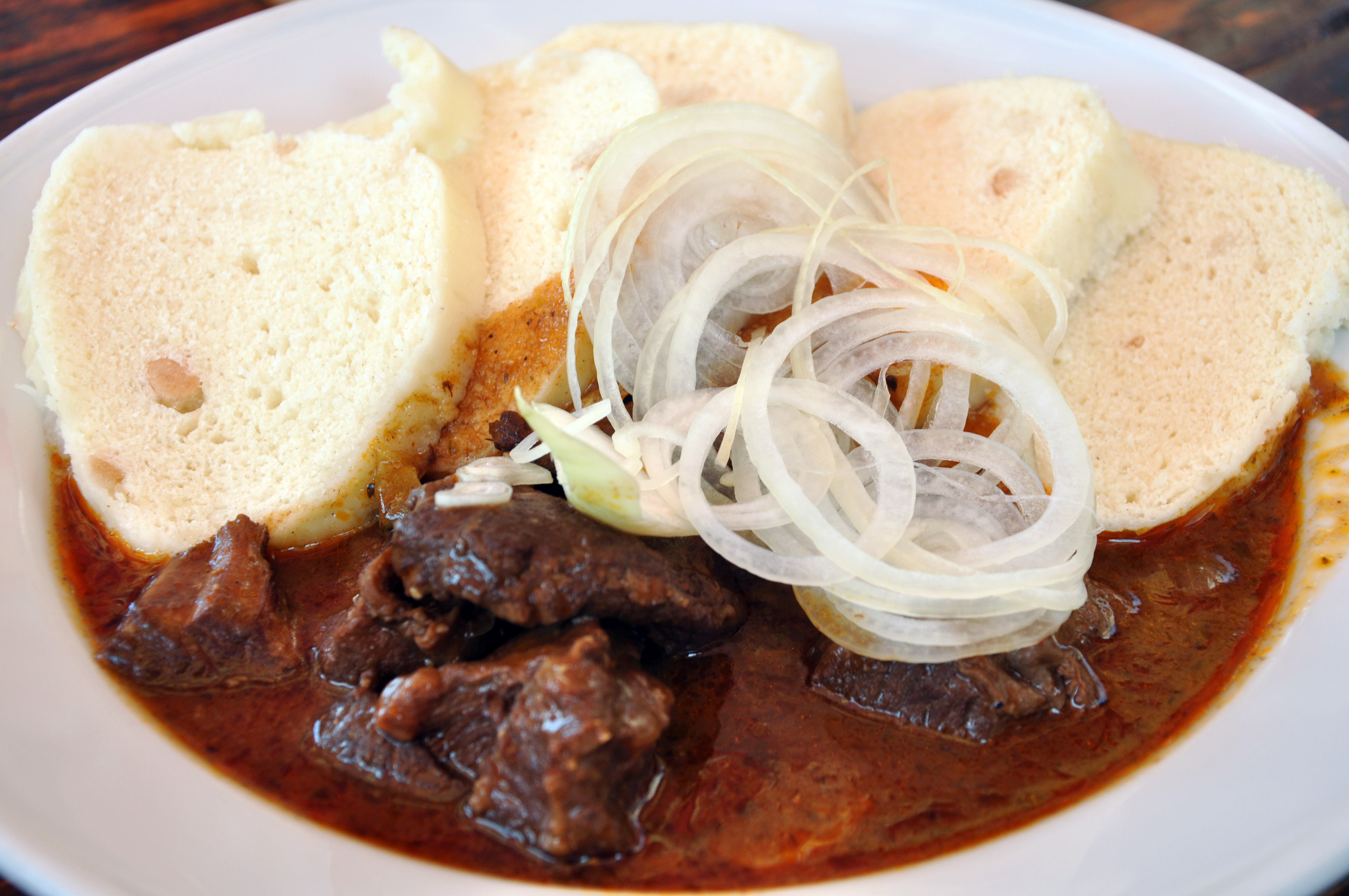
Goulash bò kiểu Prague

Thịt lợn là loại thịt phổ biến nhất, chiếm hơn một nửa lượng tiêu thụ thịt. Thịt bò, thịt bê và thịt gà cũng phổ biến. Thịt lợn thường là nguồn thức ăn ở vùng quê, vì lợn cần thời gian sản xuất ngắn so với bò.
Jitrnice là món thịt và lòng lợn cắt thành miếng nhỏ, nhồi trong vỏ và đóng lại bằng một cái que. Thịt từ cổ, phổi, lá lách, gan đuwocj nấu với bánh trắng, nước dùng, muối, gia vị, tỏi và đôi khi có hành tây. Klobása, được biết đến là Kielbasa ở Hoa Kỳ, là một sản phẩm thịt hun khói cay giống xúc xích được làm từ thịt băm. Jelito là một sản phẩm từ lợn giống xúc xích bao gồm tiết canh lợn, đại mạch viên. Tlačenka là thịt gia cầm bao gồm các miếng thịt nhỏ trong thạt từ sụn luộc mềm, dùng với hành tây, giấm và bánh mì. Ovar là một món ăn đơn giản từ một loại thịt khá béo (đầu hoặc khớp xương). Những loại thịt chất lượng thấp hơn này được luộc trong muối. Họ cũng ăn thịt lợn quay (škvarky) và thịt lợn muối (slanina).
Các món gia cầm phổ biến là:
- Ngỗng (husa), vịt (kachna), gà tây (krůta) và gà (slepice). Gà lôi (bažant), gà gô (koroptev), gà phi (perlička), bồ câu (holub) và các loại thú săn khác không phổ biến.
- Vịt quay (pečená kachna) được phục vụ với bánh mì hoặc bánh khoai hấp và bắp cải tím kho.
- Gà trong xốt ớt bột (kuře na paprice) là món gà gầm với hành tây, ớt bột và kem.
- Roast turkey with bacon (krocan pečený na slanině) là gà tây nhồi mỡ, hoặc bọc trong thịt muối, quay với thịt muối và bơ.
- Bánh giòn (křupánky) bây giờ là một món ăn vùng quê ít phổ biến. Nó là gà rán hoặc các loại da khác rán. Người ta dùng nó với bánh mì và salad. Nó cũng được gọi là mišmaš, có ảnh hưởng từ món mish mash của Bulgary.

Cá—hầu hết là cá hồi chấm (pstruh) và cá chép (kapr)—được ăn phổ biến vào Giáng Sinh. Các loại cá khác được nhập khẩu, bao gồm cá mòi, cá hồi, cá ngừ và cá cơm. Các loại cá khác cũng đang dần trở nên phổ biến. Tôm hùm đất (rak) từng rất phổ biến ở sông, nhưng ngày nay hiếm hơn và được bảo vệ. Tôm và tôm hùm được nhập khẩu để thay thế.

## Món ăn nhẹ

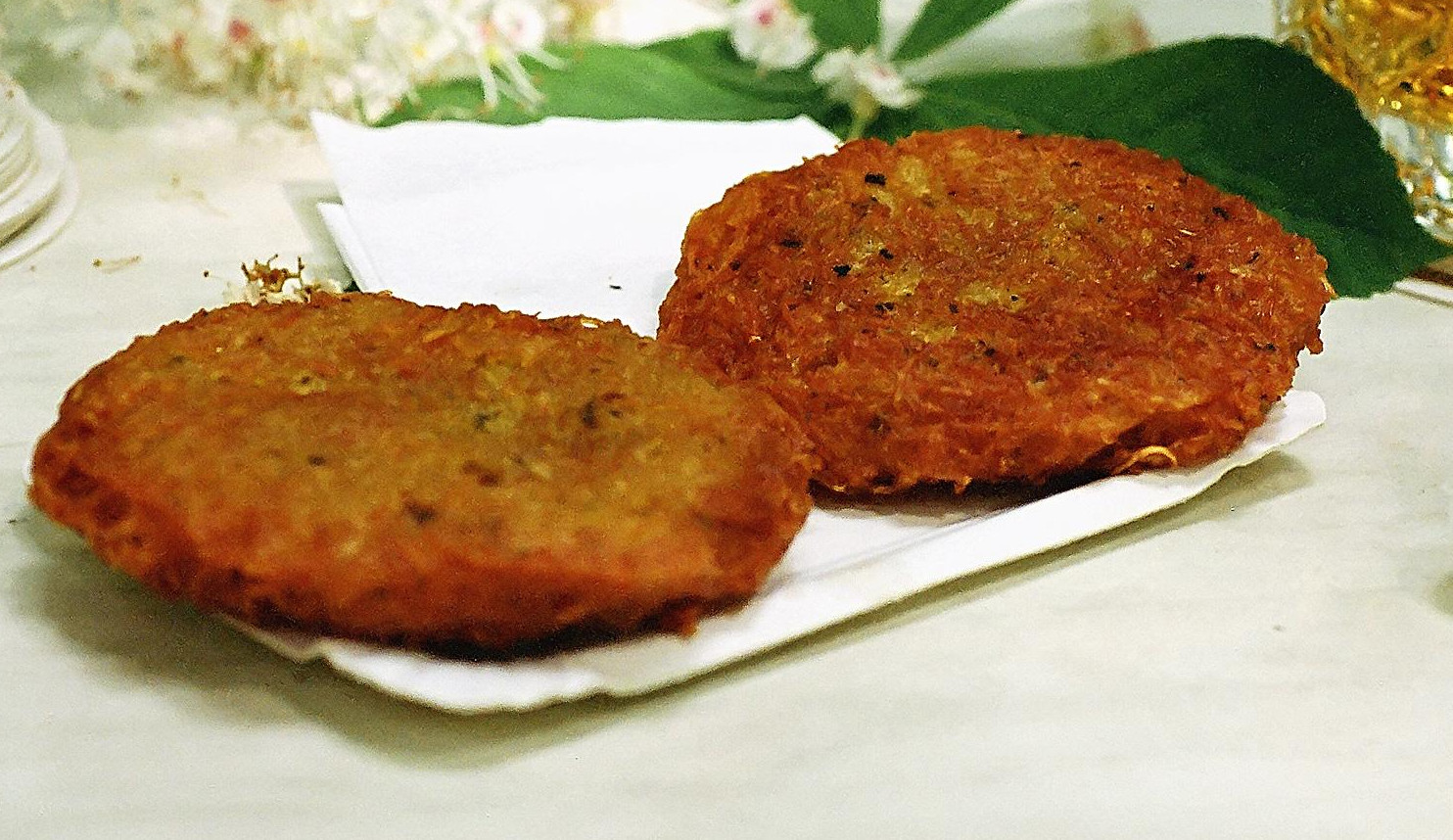
Bramboráky chiên (bánh kếp khoai tây)

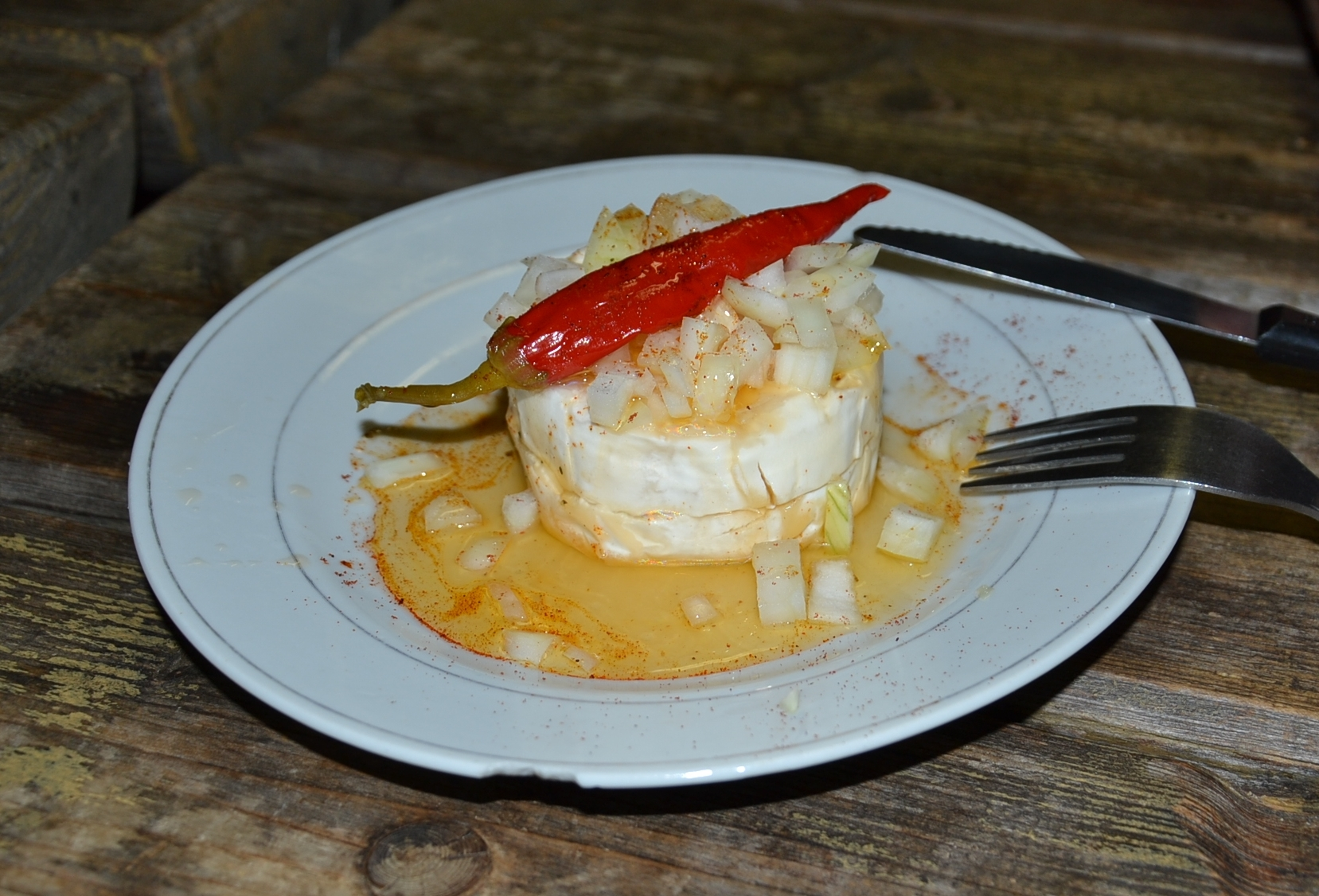
Nakládaný hermelín (pho mát ướp)

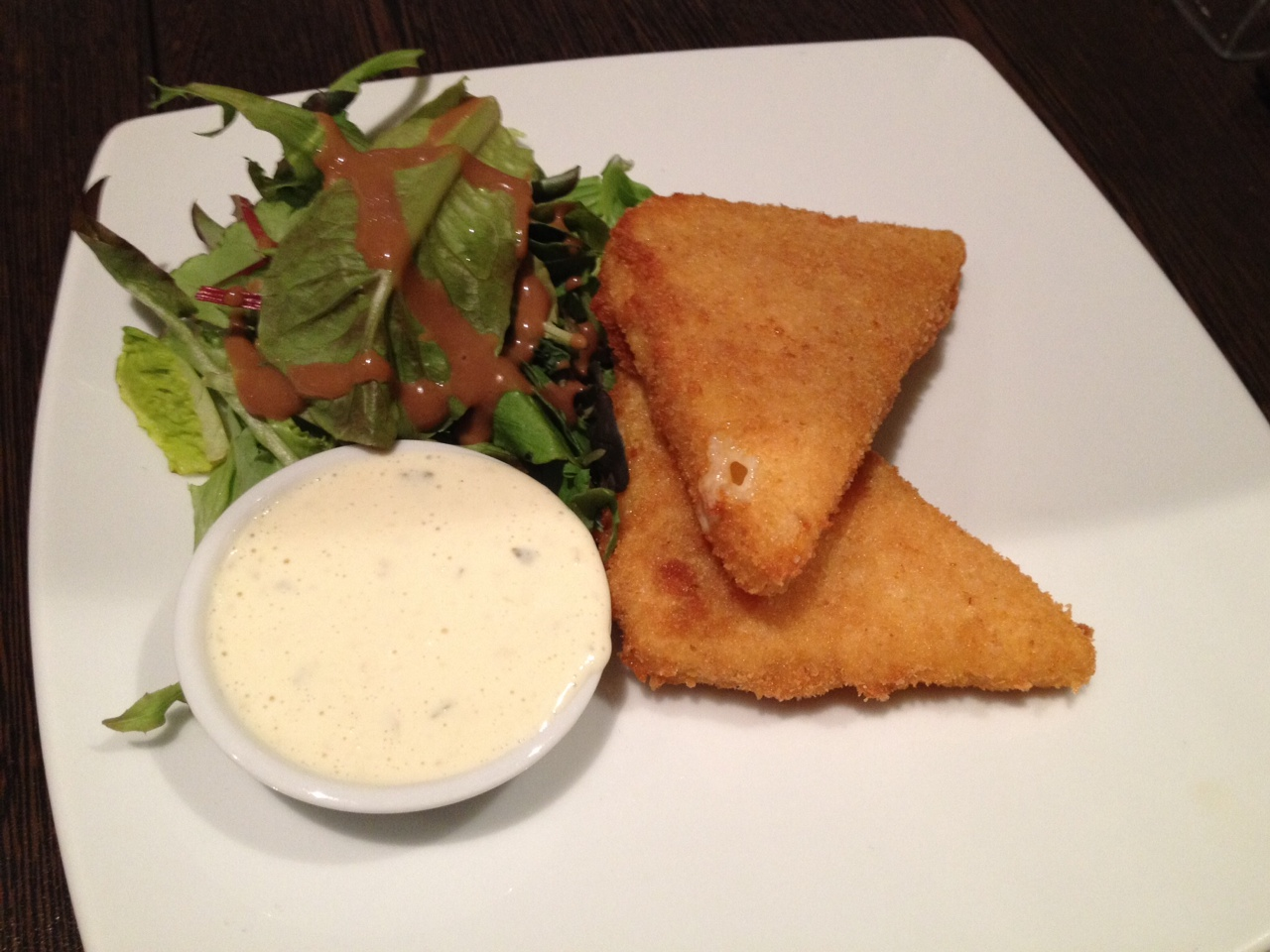
Pho mát chiên (Smažák), dùng với xốt tartar và salad ăn kèm

- Bramboráky (còn được gọi là cmunda hoặc vošouch ở Pilsen và strik hoặc striky ở Czech Silesia) và bánh kếp rán giống với rösti làm từ khoai tây nạo, bột mì, cà rốt hoặc bắp cải chua, và hiếm khi có cả xúc xích. Nó được nêm với origanum majorana, muối, tiêu, và tỏi. Các biến thể nhỏ hơn được dùng làm món ăn thêm.
- Utopenci, số ít utopenec (nghĩa đen là "người đuối nước"), là bratwurst (špekáčky) muối trong giấm chua ngọt và ướp với tiêu đen, nguyệt quế, hành tây và ớt. Nó thường có trong các quán rượu của Séc, nhưng không phổ biến trong các nhà hàng sang hơn.
- Nakládaný Hermelín là loại pho mát mềm, cùng họ với brie và camembert, ướp với tiêu và hành tây trong dầu. Nó là một món ăn trong quán rượu.
- Smažený sýr (hay Smažák), là pho mát chiên của Séc— thường là pho mát Edam (hoặc Hermelín), dày khoảng 1 cm phủ trong bột mì, trứng và vụn bánh mì giống như Wiener schnitzel, rán và dùng với xốt tartar (tatarská omáčka) và khoai tây.
- Pho mát bia (pivní sýr) là một loại pho mát mồm, thường được trộn với hành tây sống và mù tạt, rồi được phết lên bánh nướng. Nó cũng là một món ăn trong quán rượu.
- Bánh mì kẹp mở, được biết đến là obložené chlebíčky ("bánh mì được trang trí") hoặc chlebíčky, không được làm từ bánh mì Séc bình thường, mà được làm từ loại bánh cuộn lớn hơn được gọi là veka, cắt và trang trí.[3] Nó có thể được phục vụ với mayonnaise, giăm bông, trứng, cá, salad hoặc đồ phết ở trên.[3] Nó thường được trang trí với dưa chuột tươi hoặc muối, cà chua, củ dền, hoặc mùi tây. Jednohubky giống với obložené chlebíčky, nhưng nhỏ hơn và có nhiều dạng khác nhau.[3]
- Olomoucké syrečky hoặc "tvarůžky" là pho mát già với mùi mạnh. Nó được làm ra và bán ở Loštice, một thị trấn nhỏ ở Moravia. Truyền thống làm pho mát bắt nguồn từ thế kỷ 15.[4] Tvarůžky có thể được chế biến bằng một số cách-nó có thể được rán, ướp hoặc cho vào Bramboráky.
- táo sâys khô (křížaly) và chuối sấy.
- Bim bim khoai tây, củ dền và cần tây là các món ăn nhẹ phổ biến.
- Lạc rang cũng phổ biến.
- "Hot dog Séc" (párek v rohlíku) là một món ăn đường phố bao gồm xúc xích luộc hoặc hấp chấm trong mù tạt hoặc xốt cà chua dùng với một món cuốn có lỗ hổng ở trong, không giống như bánh mì được cắt ra như hot dog thông thường. Món này có ảnh hưởng từ ẩm thực Đức.
- Langoše (bánh mì rán) là món có ảnh hưởng từ ẩm thực Hungary. Nó thường được dùng cùng tỏi, pho mát Edam và xốt cà chua.

## Thức uống
Cộng hòa Séc còn là một quốc gia nổi tiếng về bia. Nghề làm bia tại Cộng hòa Séc đã có lịch sử lâu đời từ hàng trăm năm nay và được làm chủ yếu từ hoa của cây hublông. Một trong những loại bia nổi tiếng nhất nước này là Budweiser („Budějovický Budvar"), từ thành phố České Budějovice (Budweis), và bia Plzeň (Pilsener), được làm tại thành phố Plzeň (tiếng Đức: Pilsen) ở xứ Bohemia. Lối chế bia kiểu này được các nước khác bắt chước và được gọi là Pilsener bia (ở Đức còn gọi tắt là Pils). Cộng hòa Séc là nước tiêu thụ bia nhiều nhất ở Âu Châu. Năm 2013, tính theo đầu người Cộng hòa Séc 144 lít, trước Đức 107 và Áo 106.

## Chú thích

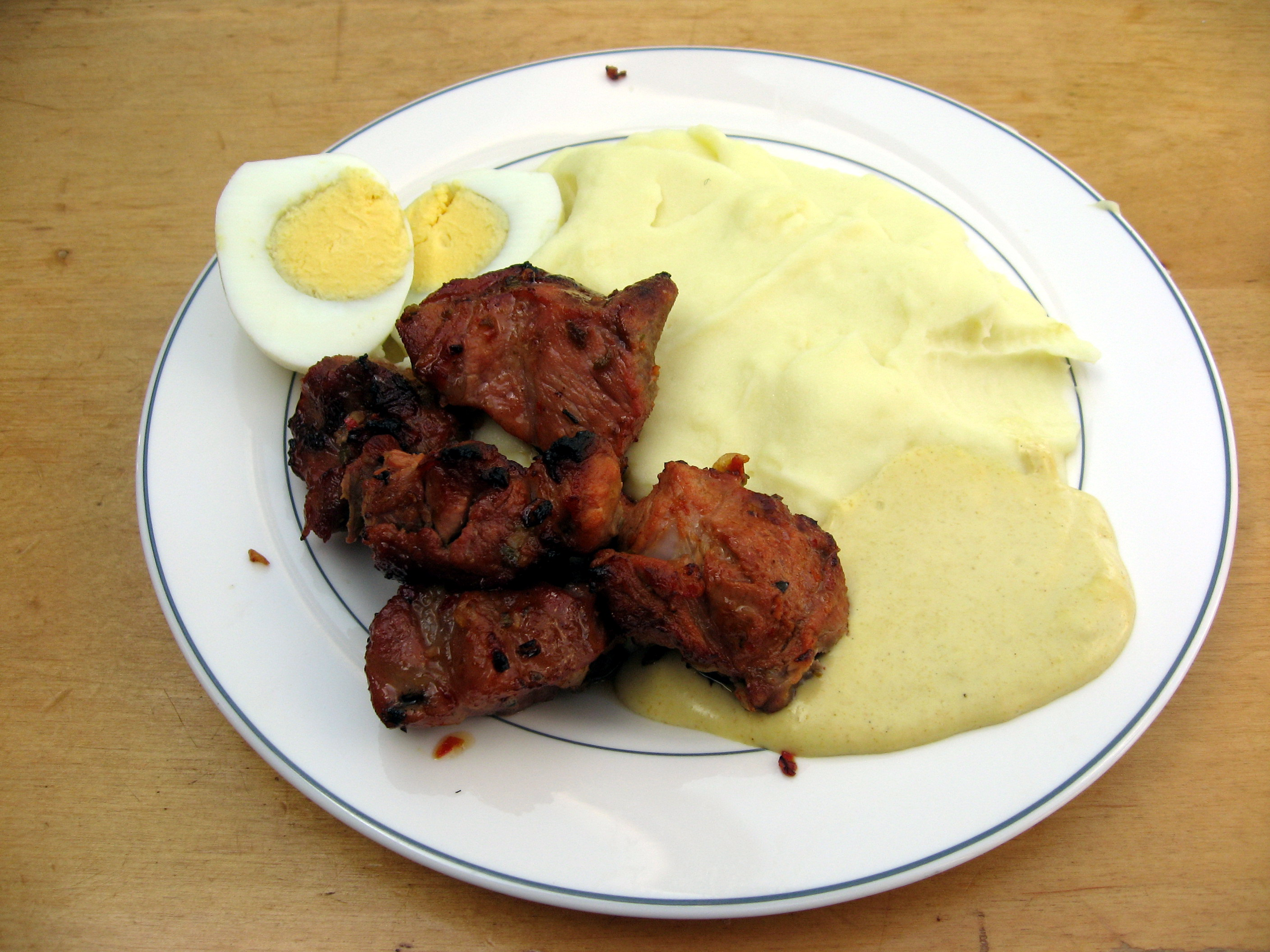
Một món thịt